# Aléria
Aléria (Corsicaans: U Cateraghju; Latijn en Italiaans: Aleria: Oudgrieks: Ἀλαλίη, Ἀλλαλία, Alalíē of Allalía) is een gemeente in het Franse departement Haute-Corse (regio Corsica). De plaats maakt deel uit van het arrondissement Corte. Aléria telde op 1 januari 2022 2.239 inwoners.

## Geografie
De oppervlakte van Aléria bedroeg op 1 januari 2022 58,33 vierkante kilometer; de bevolkingsdichtheid was toen 38,4 inwoners per km².
De onderstaande kaart toont de ligging van Aléria met de belangrijkste infrastructuur en aangrenzende gemeenten.

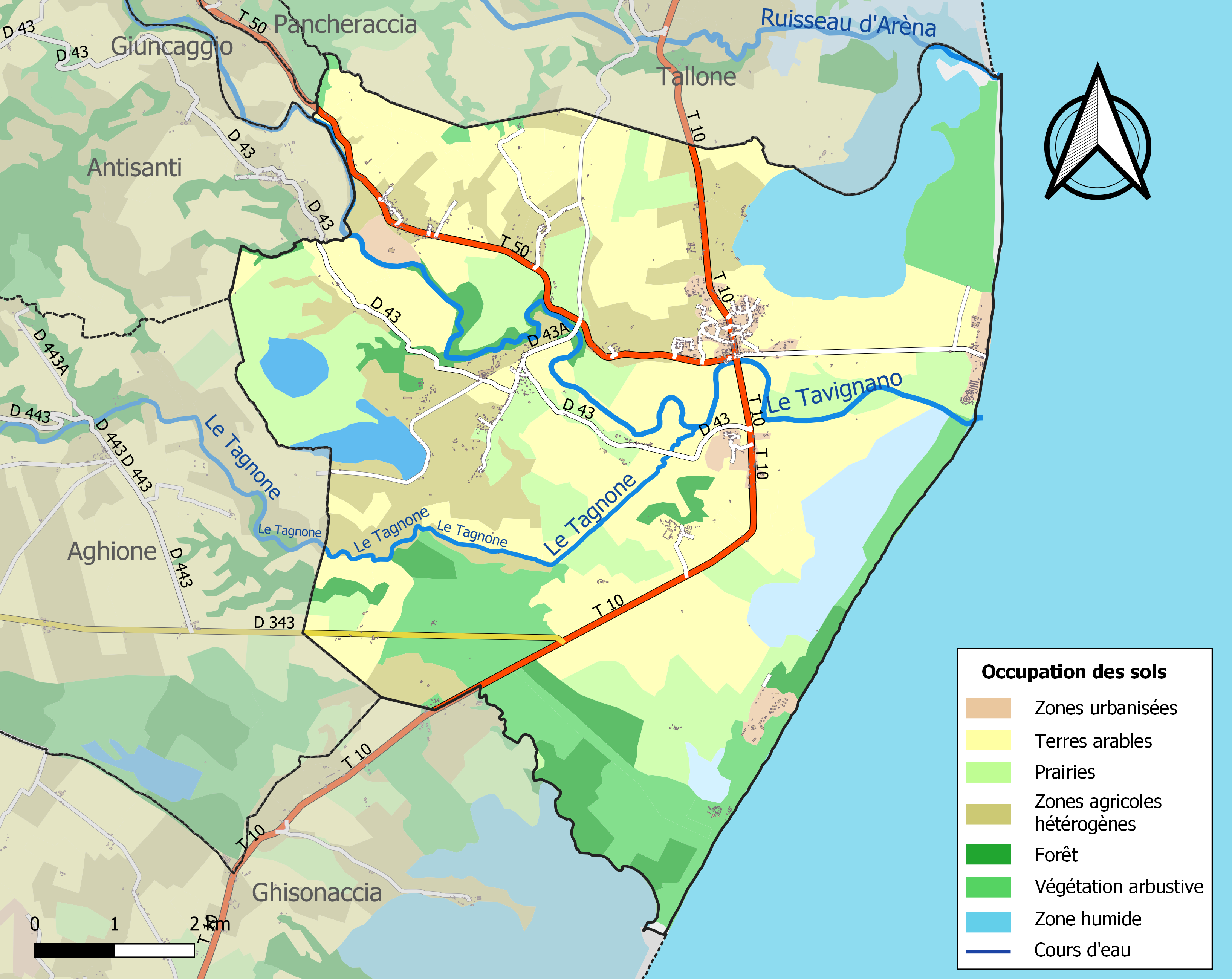

## Demografie
Onderstaande figuur toont het verloop van het inwonertal (bron: INSEE-tellingen).

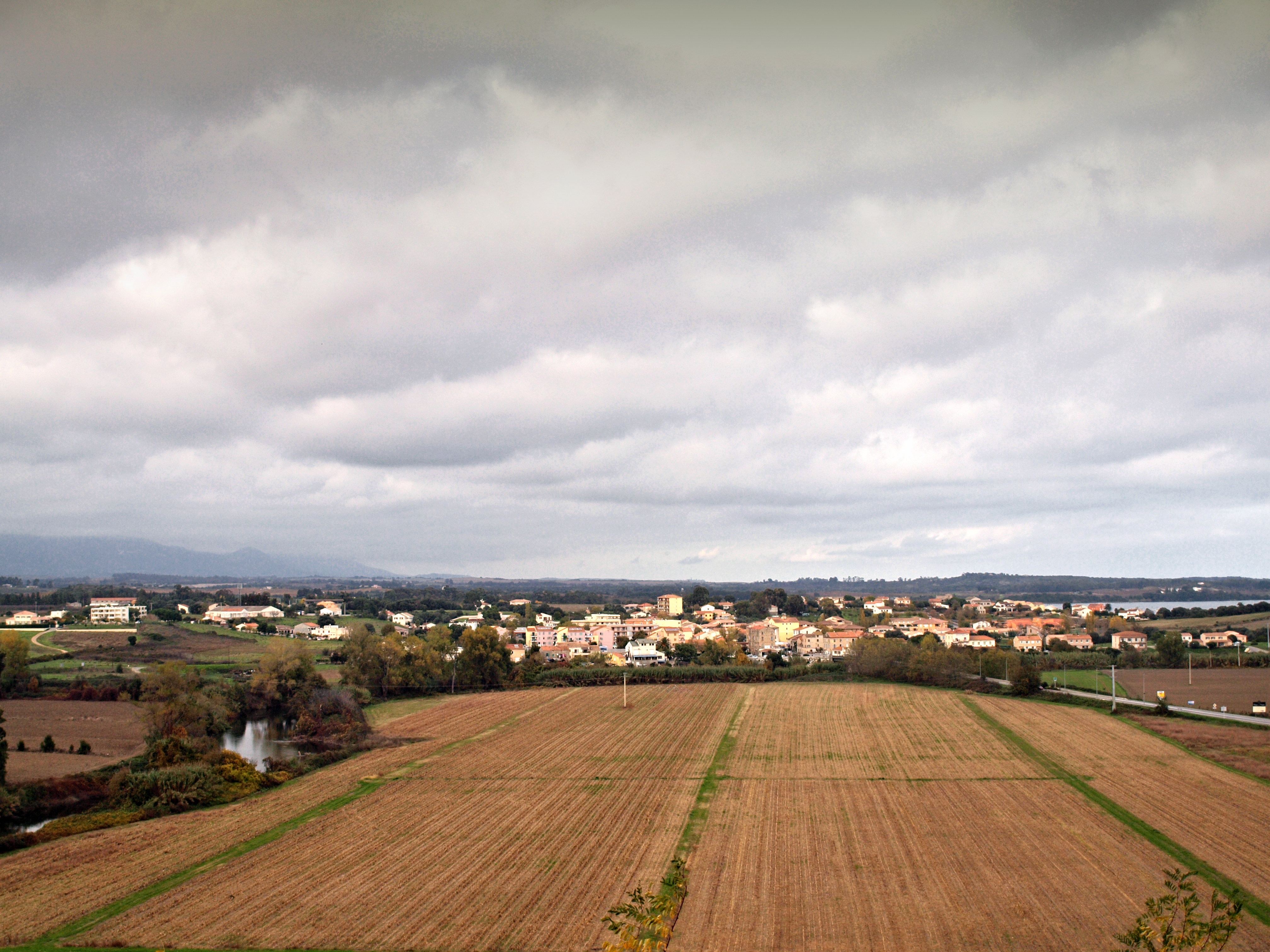
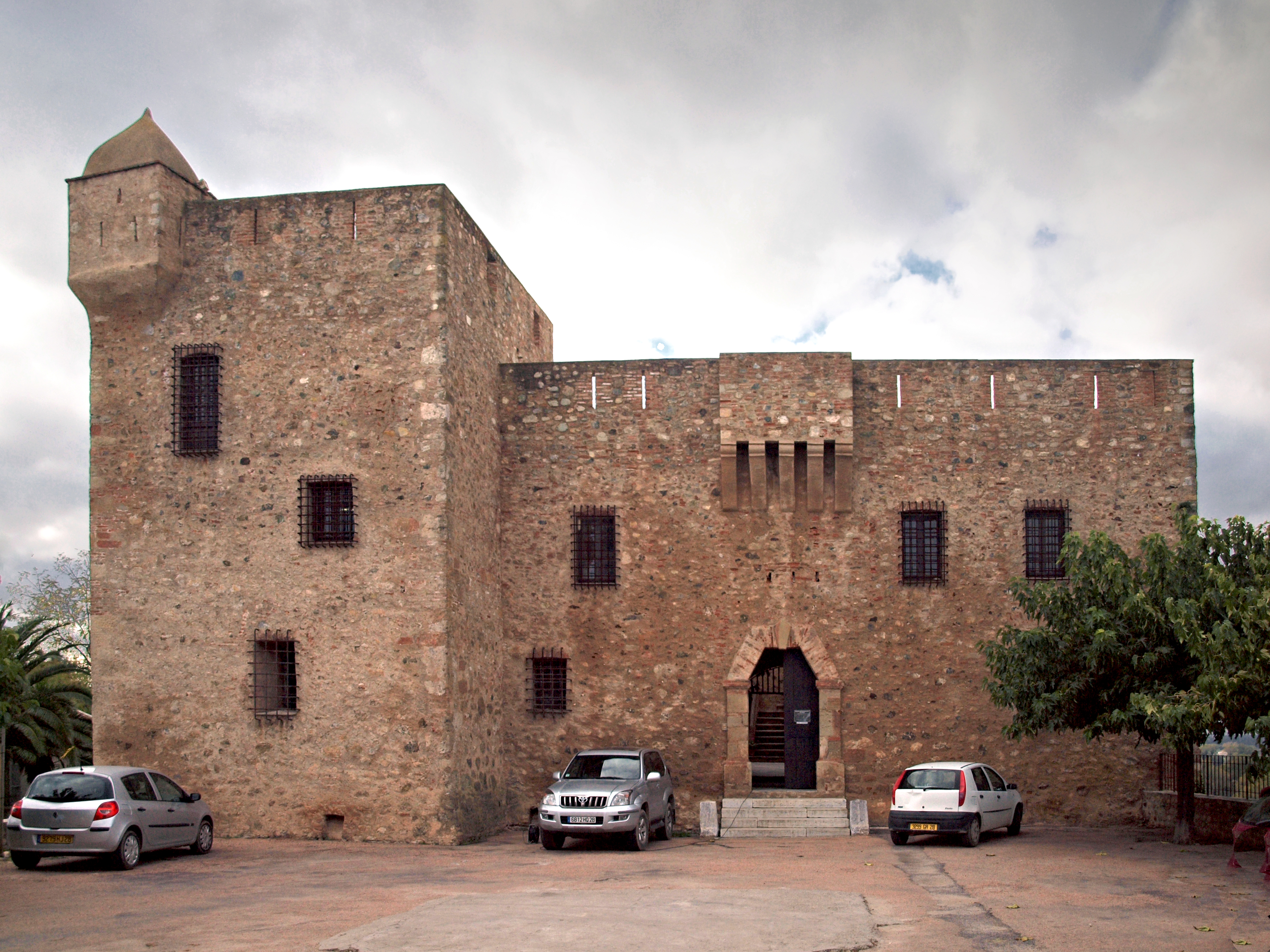
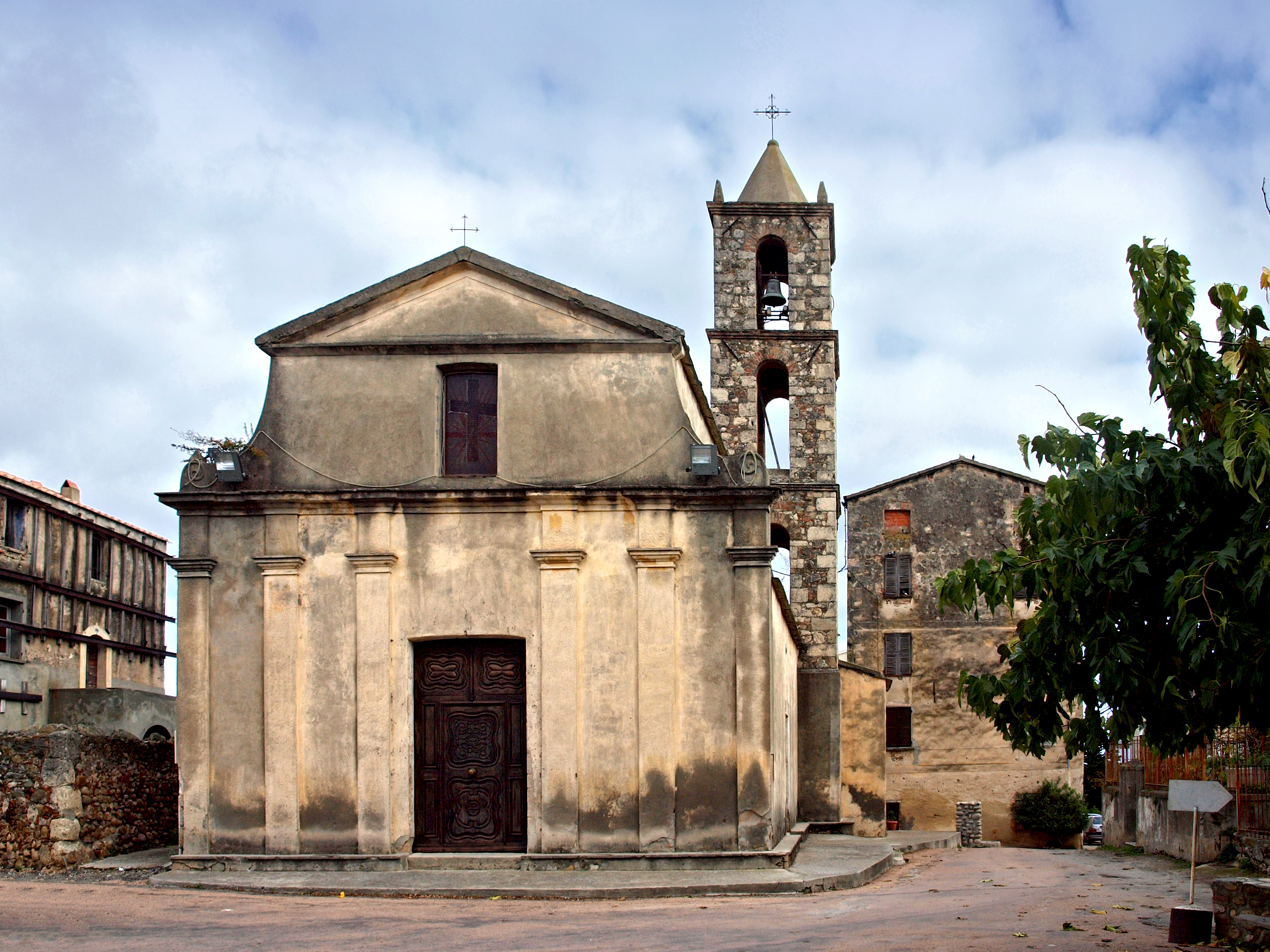
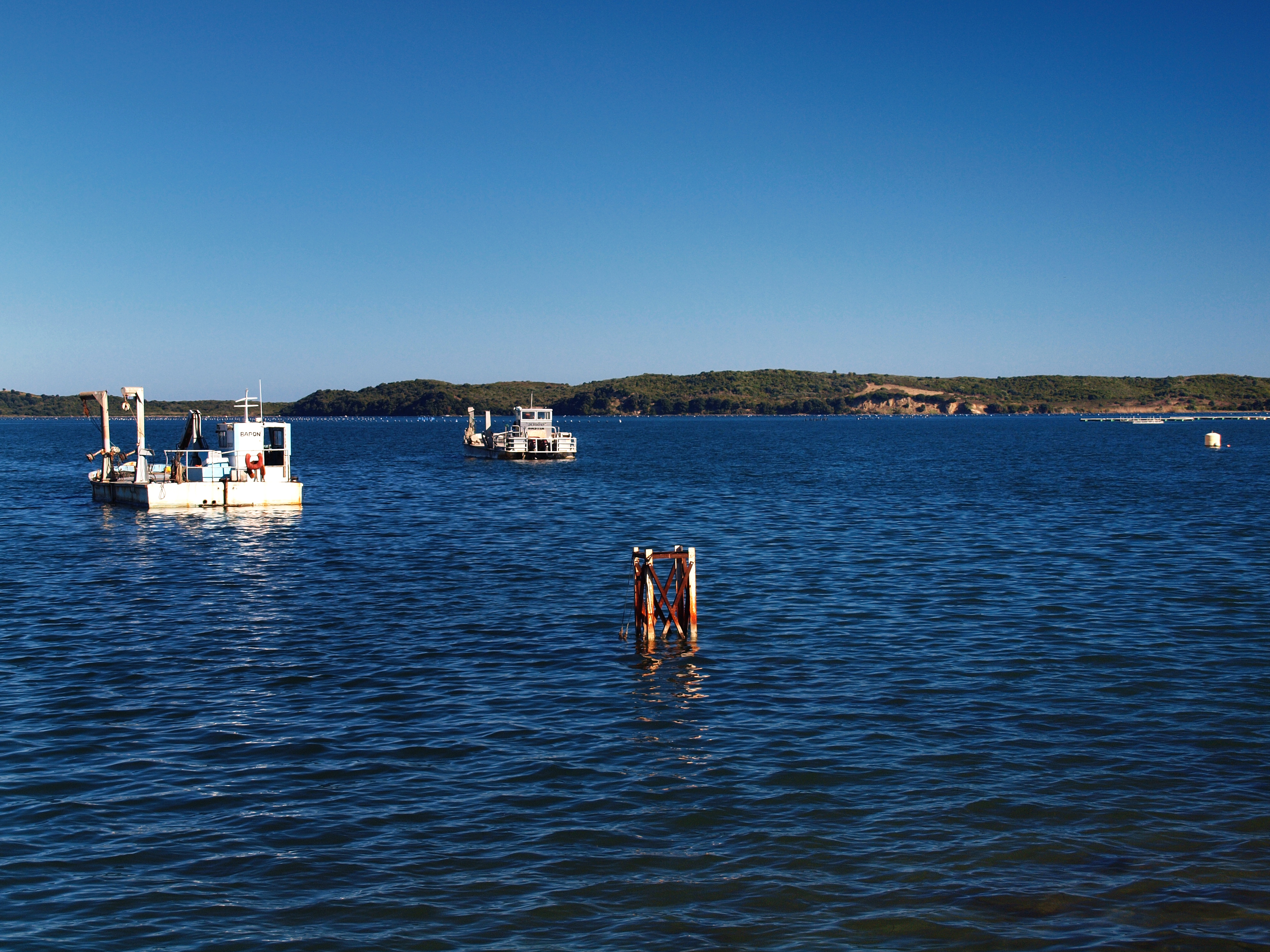

Vanwege een beveiligingsprobleem met de MediaWiki Graph-software is het momenteel niet mogelijk deze grafiek weer te geven. Zodra de software is bijgewerkt zal de grafiek vanzelf weer zichtbaar worden.